# Северо-Западный проход (картина)
«Северо-западный проход» — картина английского художника Джона Эверетта Милле, завершённая им в 1874 году. На ней изображен пожилой моряк, сидящий за столом, рядом с ним на табурете сидит его дочь. Он смотрит на зрителя, а она читает вахтенный журнал. На столе лежит большая карта, на которой изображены проходы между не полностью нанесёнными на карту островами.
Милле выставил картину с подзаголовком «Это может быть сделано, и Англия должна это сделать» (англ. It might be done and England should do it) — фраза, которую, по замыслу художника, произносит пожилой моряк. Название и подзаголовок относятся к неоднократным неудачам британских экспедиций в поисках Северо-Западного прохода — судоходного прохода вокруг северной оконечности американского континента. Эти экспедиции «стали синонимом неудачи, невзгод и смерти, когда люди и корабли сражались с безнадежными шансами в замёрзшей пустыне».

## Историческая справка
Поиски северо-западного прохода предпринимались неоднократно со времен плаваний Генри Гудзона в начале XVII века. Самой значительной попыткой была экспедиция 1845 года под руководством Джона Франклина, которая бесследно исчезла. Последующие экспедиции обнаружили доказательства того, что два корабля Франклина застряли во льдах, а экипажи погибли в течение нескольких лет от различных причин, некоторые из них предприняли неудачные попытки пробиться сквозь льды. Более поздние экспедиции также не смогли проложить маршрут между Канадой и Арктикой. Идея картины возникла у Милле, когда готовилась новая экспедиция для исследования прохода — Британская арктическая экспедиция под руководством Джорджа Нэрса.

## Создание
Милле очень хотел использовать Эдварда Джона Трелони в качестве модели для фигуры старого моряка. Они познакомились на похоронах их общего друга Джона Лича. Супруга Милле, Эффи Грей, уговорила Трелони позировать для картины, согласившись посетить турецкую баню, которую он в то время рекламировал. Женская фигура была написана с профессиональной модели, миссис Эллис, которая позже позировала для другой картины, «Stitch, Stitch, Stitch» (1876). В правой части картины первоначально были изображены два внука моряка, для которых позировали Джон и Алиса Милле, двое детей Милле. Они были изображены смотрящими на глобус. Но после того, как Милле закончил картину, он остался недоволен фигурами детей, решив, что они отвлекают взгляд от главной фигуры. Он переписал эту часть картины и заменил её ширмой, над которой развеваются британские военно-морские флаги.
На картине изображена карта северного побережья Канады, составленная в 1848-53 годах во время экспедиций Роберта Мак-Клура. Она была разработана Эдвардом Огастусом Инглфилдом и напечатана в 1854 году. Возможно, Милле хотел намекнуть, что старик был ветераном одной из экспедиций Мак-Клура. Картина на заднем плане, изображающая застрявший во льдах корабль (частично скрытый флагом), напоминает изображения корабля HMS Investigator, который был покинут Мак-Клуром и его командой в 1853 году после трёх лет пребывания в ледяной ловушке.
Когда он увидел картину на выставке Королевской академии, Трелони, который придерживался трезвого образа жизни, был возмущен тем, что Милле включил в картину стакан грога и лимон. По словам сына Милле, Джона Гилле Милле, он жаловался своим друзьям в клубе «Олбани», что «этот парень Милле представил меня потомкам со стаканом рома с водой в одной руке и лимоном в другой». Однако в конце концов он решил, что в этом, скорее всего, виновата шотландская жена Милле — Эффи, потому что «шотландцы — нация глупцов».

## Выставка и провенанс
Впервые картина была представлена в 1874 году в Королевской академии художеств, где её высоко оценили художественные критики того времени. Затем она была показана на Международной выставке в Париже в 1876 году. Картина была приобретена Генри Болкоу из Мартон-Холла, за 4 930 фунтов стерлингов, у которого она была куплена Генри Тейтом в 1888 году, который впоследствии подарил её основанной им Национальной галерее британского искусства, позже названной в его честь Галереей Тейт. Когда Тейт купил картину за 4 000 гиней, очевидно, было «огромное ликование», потому что это означало, что она станет частью национальной коллекции, которую планировал создать Тейт.

## Влияние
Картина имела огромный успех и была очень широко распространена на репродукциях. По словам сына Милле, однажды он увидел репродукцию в «хижине пастуха-готтентота» в Южной Африке. Вместе с более ранней картиной Милле «Юность Рэли» она стала символом самовосприятия Британии как нации героических исследователей. Милле получил письмо от исследователя сэра Джорджа Нэрса, в котором тот говорил, что картина оказала сильное влияние на дух нации.
Картина быстро стала упоминаться в карикатурах. В октябре 1874 года журнал Punch опубликовал пастиш Джона Тенниела, изображающий Дизраэли в роли старого моряка, а Британию — в роли его дочери. Карикатура Джозефа Стэйнифорта 1915 года под названием «Проход через Дарданеллы» была озаглавлена «Это можно сделать, и Англия и Франция могут это сделать», ссылаясь на Галлиполийскую кампанию, которая тогда только начиналась. Джон Булль и Марианна заменили старого моряка и его дочь.
Джордж Бернард Шоу был вдохновлён мрачными образами неудач и разочарований в этом произведении, когда задумал написать пьесу «Heartbreak House», которая подчеркивает пафос и бессилие своих героев. Отношения между главными героями, капитаном Шотовером и Элли Данн, были основаны на фигурах на картине, и одна сцена частично воспроизводит композицию. В своей последней законченной пьесе «Шейкс против Шав» Шоу изображает ту же сцену, подражая картине Милле.